# Cubierta invertida

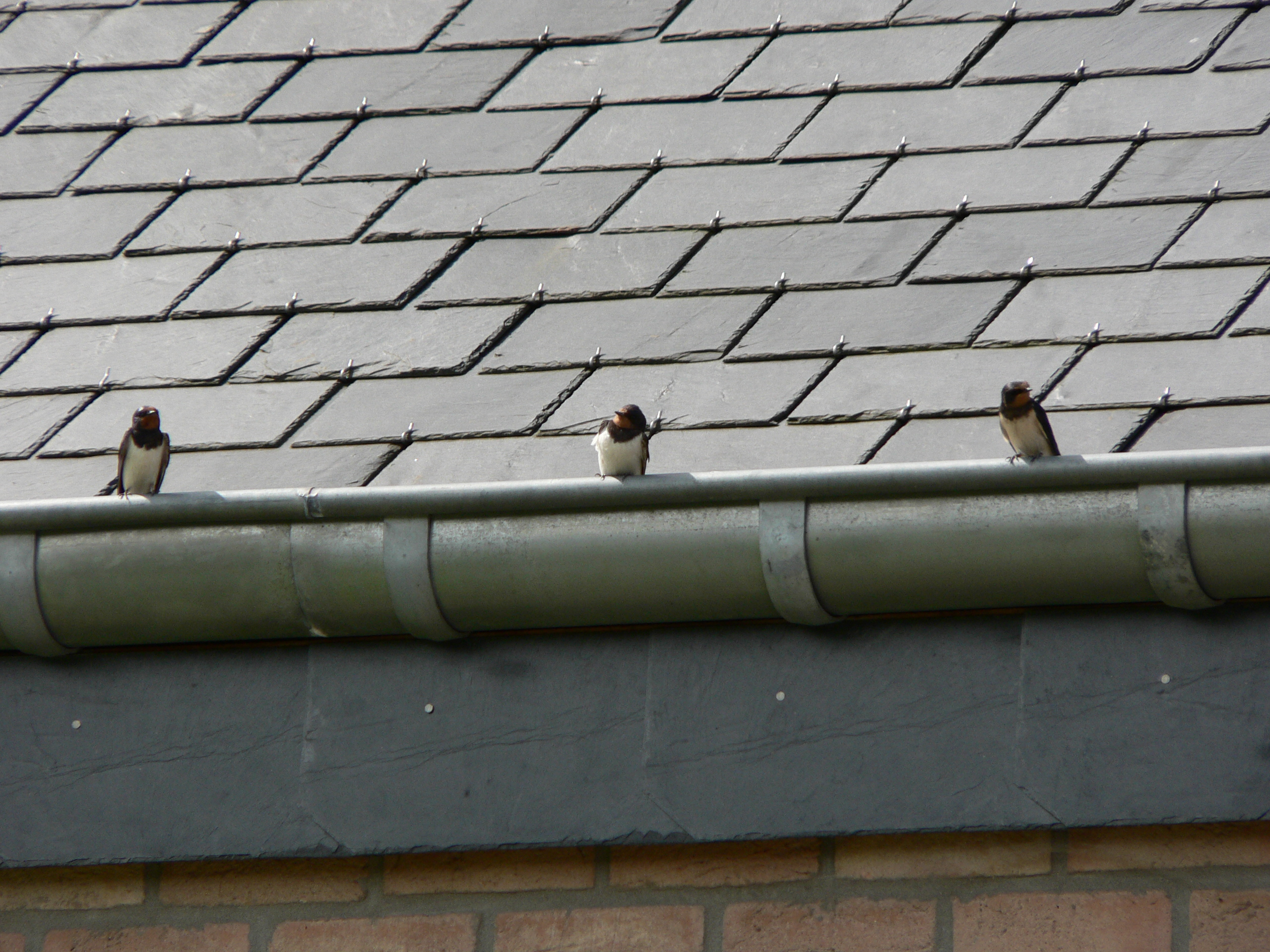
Cubierta invertida en una construcción

Se denomina cubierta invertida a la cubierta plana en la que el aislante térmico protege a la lámina impermeabilizante. El nombre proviene de que esta disposición de capas es opuesta a la tradicional, en la que el impermeabilizante protegía el aislante. Surgieron a mediados del siglo XX, a raíz de la aparición del poliestireno extruido "XPS", un material aislante capaz de resistir la intemperie sin perder sus propiedades.

## Ventajas
La lámina impermeabilizante es la parte más delicada de la cubierta, pues las grandes diferencias de temperatura a las que está sometida provocan dilataciones y contracciones, las heladas pueden convertir en quebradizas las láminas y provocar en ellas fisuras que darían lugar a filtraciones, humedades, y diversas patologías edificatorias. En las cubiertas planas tradicionales, la impermeabilización se coloca encima del aislante térmico, pues los aislantes tradicionales no resistían bien la intemperie, especialmente el agua de lluvia, lo que llevaba a que fuera la lámina impermeabilizante la que soportase las agresiones.
Además, la cubierta tradicional, al estar sometida a cambios importantes de temperatura (mucho más que cualquier otro cerramiento del edificio, pues soporta el sol y las heladas más directamente) debía tener juntas de dilatación cada pocos metros, juntas que podían ser otro punto de entrada de agua. 
Frente a esta cubierta tradicional, las cubiertas invertidas presentan las siguientes ventajas:
- Disminución de dilataciones en la lámina impermeabilizante.
- Protección de la lámina impermeabilizante frente a agresiones mecánicas.
- Protección de la lámina impermeabilizante frente a la degradación debida a los rayos ultravioleta.
- Eliminación de condensaciones en el aislante (al no estar colocada la lámina impermeabilizante, que es una barrera de vapor, en la cara fría del elemento constructivo).
- Mayor separación entre las juntas de dilatación, que además quedan mejor protegidas de la incidencia de la lluvia o la nieve directas.
- Mantenimiento más cómodo.[1]

## Construcción
Las cubiertas invertidas suelen ser cubiertas planas. Existen diversas soluciones constructivas de cubiertas invertidas, siendo el esquema general el siguiente (de abajo arriba):
- Sobre la base estructural se crea una pequeña pendiente para dirigir el agua hacia los sumideros, para lo que normalmente se utilizan hormigones aligerados.
- Sobre esta capa de pendiente se coloca la lámina impermeabilizante, que evita que el agua penetre en el edificio.
- Se coloca un geotextil protector para minimizar raspaduras u otros daños mecánicos que pudiesen deteriorar la lámina impermeabilizante.
- Se coloca el aislante térmico, formado por placas o paneles rígidos de poliestireno extruido.
- Para proteger al aislante de la intemperie, y para evitar que pueda ser succionado por el viento o flote con el agua de lluvia, descolocándose, se remata la cubierta con una protección pesada, que puede ser de diversos tipos.

### Tipos de protección superficial
En función de su acabado superficial, las cubiertas invertidas pueden ser:
- Transitables: cubiertas con acabados resistentes al tránsito de personas. Las soluciones habituales se construyen con losas filtrantes autoprotegidas (baldosas de hormigón con una capa de poliestireno adosada por debajo) o mediante pavimentos flotantes, que consisten en losas pétreas o hidráulicas elevadas sobre pilotes enanos.
- No transitables: cubiertas con una capa final de morro o grava.
- Ajardinadas: sobre el aislante se dispone una capa de tierra vegetal, sobre la que crece vegetación (la tierra vegetal en sí, constituye un aislante térmico, pero debe de cuidarse la agresión que puedan realizar las raíces de las plantas sobre el aislante).